# 塞里涅
塞里涅（法語：Sérigné，法語發音：[seʁiɲe]）是法国卢瓦尔河地区大区旺代省的一个市镇，位于该省东南部，属于丰特奈勒孔特区。

## 地理
塞里涅（46°30'1"N, 0°50'45"W）面积18.69 平方千米，位于法国卢瓦尔河地区大区旺代省，该省份为法国西部沿海省份，北起大西洋卢瓦尔省和曼恩-卢瓦尔省，西临大西洋，南至滨海夏朗德省，东部及东南部与德塞夫勒省接壤。
与塞里涅接壤的市镇（或旧市镇、城区）包括：布尔诺、莱默诺、隆热沃、马尔赛-圣拉德贡德、珀托斯、皮索特。
塞里涅的时区为UTC+01:00、UTC+02:00（夏令时）。

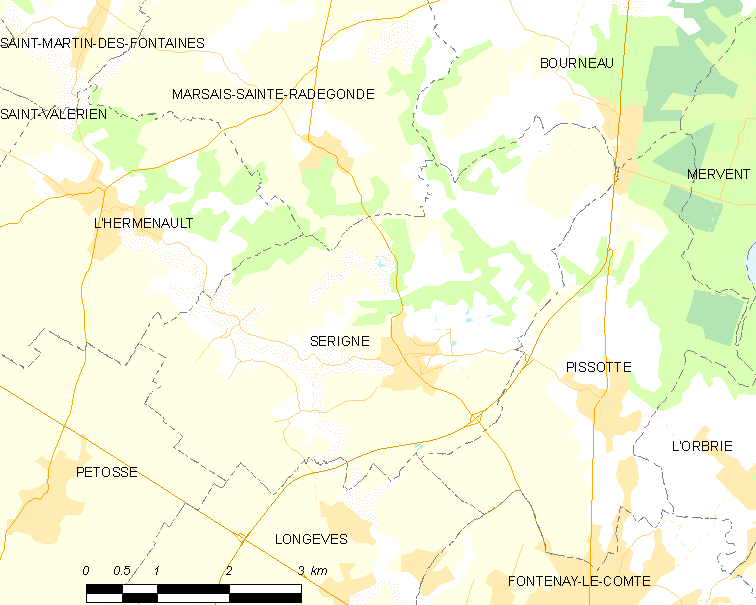
塞里涅的OSM定位图

## 行政
塞里涅的邮政编码为85200，INSEE市镇编码为85281。

## 政治
塞里涅所属的省级选区为拉沙泰涅赖县。

## 交通
旺代省省道D23线和D104线在市中心交汇。

## 人口

1962-2008年间塞里涅人口变化图示

塞里涅于2022年1月1日时的人口数量为1029人。